# 馬渕智史
馬渕 智史（まぶち さとし、1980年12月3日 - ）は、元競輪選手。ヒップホップユニット、DOBERMAN INCの元メンバー（MAB）。競輪選手としては、現役時代は日本競輪選手会滋賀支部所属。日本競輪学校（当時。以下、競輪学校）第96期生。
滋賀県立大津商業高等学校中退。滋賀県立大津清陵高等学校卒業。

## 来歴
父親が高校野球の監督を務めており、その影響で滋賀県立大津商業高等学校までは野球を続けてきたものの、行き詰まりを感じたことから3年次に同校を中退し、DOBERMAN INCの結成に参加。DOBERMAN INCは2004年にビクターエンタテインメントからメジャーデビューを果たしたが、ヒットに恵まれなかったこともあり、ここでも活動に行き詰った。その後、知人から競輪学校の受験資格に年齢制限がなくなったことを教えてもらったことを契機に、2006年12月、DOBERMAN INCを脱退した。
その後、1年程の練習を経て、競輪学校第96期試験に合格。同期には深谷知広、柴田竜史らがいる。在校競走成績は12勝を挙げ44位。
2009年7月12日、富山競輪場でデビューし7着。初勝利は同年7月26日の福井競輪場。
2017年2月3日、選手登録消除。通算成績は527戦99勝、優勝回数10回。